# Волео сам девојку из града (песма)
Волео сам девојку из града је позната српска песма коју изводи Мирослав Илић. Аутор стихова је песник Добрица Ерић, док је музику компоновао Обрен Пјевовић. Песма је снимљена 1972. године као Б страна Мирослављеве синл-плоче "Весна стјуардеса", а касније је уврштена на његов албум Волео сам девојку из града из 1975. године. У споту за песму, снимљеном 1987. године, "девојку из града" играла је Соња Савић. У конкуренцији за избор шездесет најлепших народних песама, гласовима гледалаца и слушалаца Радио-телевизије Србије, од преко пет стотина песама, освојила је девето место.
Мало је познато да је у исто време када и Мирослав, песму снимио Миладин Вукићевић, али под називом Син сам плавих шума и ливада (написана мало другачијим текстом)  и са другачијом мелодијом, коју је написао Добривоје Баскић.

## Текст песме
Ја сам рођен у цвећу ливада

чувах стада покрај реке Груже

ал' заволех девојку из града

са уснама к'о пупољак руже

Беле руке, а прсти к'о дирке

причаху ми најнежније бајке

залуд уздах из груди пастирке

залуд сузе моје старе мајке

Син сам плавих шума и ливада

гајих добре коње и волове

због лепоте девојке из града

заборавих брда и долове

Звао сам је улицама дугим

и венуо к'о трава јесења

једног дана спазих је са другим

загрљену у сенци кестења

Шта сад могу, већ бол свој да патим

младост моју да тужим за цело

морао сам кући да се вратим

своме дому у рођено село

И сад опет свога вранца јашем

и у крчми крчмим своја стада

китим свирце и разбијам чаше

и проклињем девојку из града